# Internet en Etiopía
En Etiopía, la tasa de penetración de Internet es del 17,9% a diciembre de 2020, y actualmente está intentando una amplia expansión del acceso en todo el país. Estos esfuerzos se han visto obstaculizados por la composición mayoritariamente rural de la población etíope y la negativa del gobierno a permitir cualquier privatización del mercado de las Telecomunicaciones. Sólo 360.000 personas tenían acceso a Internet en 2008, una tasa de penetración del 0,4%. La empresa estatal Ethio Telecom (anteriormente conocida como Ethiopian Telecommunications Corporation (ETC)) es el único Proveedor de servicios de Internet (ISP) en el país. Ethio Telecom tiene precios muy altos, lo que dificulta que los usuarios privados lo compren.
Los cibercafésson la principal fuente de acceso en las zonas urbanas, y una comunidad activa debloguerosy periodistas en línea ahora juega un papel importante al ofrecer fuentes alternativas de noticias y lugares para el diálogo político. Sin embargo, las tres cuartas partes de los cibercafés del país se encuentran en la capital, Addis Abeba, e incluso allí el acceso suele ser lento y poco fiable. Una prueba realizada por un investigador deMedia Ethiopiaen julio de 2007 determinó que la velocidad de conectividad promedio era de 5kB/sy que el servicio de Internet en la mayoría de los cafés no estaba disponible entre el 10 y el 20% del tiempo.

## Disponibilidad de Internet
En 2005, Etiopía anunció planes para gastar cientos de millones de dólares durante los próximos tres años para conectar todas las Escuelas, hospitales y oficinas gubernamentales del país, y la mayor parte de su población rural, a Internet de banda ancha vía Satélite o cable de Fibra óptica. Entre 2005 y 2007, el gobierno gastó US$40 millones para instalar WoredaNET y SchoolNET, dos redes nacionales destinadas a aumentar la conectividad. WoredaNET proporciona servicios de correo electrónico, Videoconferencia yVoz sobre Protocolo de Internet(VoIP) a los gobiernos locales, y SchoolNet ofrece transmisión de audio y video a través de un satéliteVSAT(terminal de apertura muy pequeña) solo de enlace descendente. El gobierno se comprometió a dedicar el 10% de su presupuesto anual al desarrollo y mantenimiento de estas redes, que son administradas por la Autoridad de Desarrollo de las TIC de Etiopía (EICTDA), administrada por el gobierno.
Etiopía ha realizado varios intentos de aumentar la banda ancha disponible mediante el tendido de 4000 km de cable de fibra óptica a lo largo de las principales autopistas del país, realizando propuestas para elSistema de Cable Submarino de África Oriental(o por sus siglas en inglés: EASSy) y conectando Adís Abeba a las redes de fibra óptica existentes enPort Sudan y Yibuti. Estas empresas han tenido un éxito mixto. La red doméstica aún no está operativa, aunque el gobierno ha prometido tender 10 000 km más de cable para 2010.Una vez que se haya tendido el cable,se dice que Etiopía considerará abrir la red a un segundo operador privado. EASSy se ha retrasado varias veces por desacuerdos entre los países miembros (aunque en el momento de redactar este informe estaba programado para completarse en junio de 2010), y la línea a Yibuti fue saboteada y saqueada, supuestamente por los rebeldes ONLF y OLF, poco después de su finalización en 2006.
Actualmente, Internet satelital está disponible para algunas grandes corporaciones, pero las personas no pueden tener conexiones satelitales privadas. ETC también prohíbe el uso deVoIPen Cibercafés y por parte de la población en general, aunque su sitio web incluye a VoIP como parte de la futura estrategia de banda ancha de la empresa.
En 2014, el número de usuarios de Internet en Etiopía aumentó a 1.836.035, o aproximadamente el 1,9% de la población. En 2015, había aumentado a 3,7 × millones, o 3,7%.

## Regulación e ISP
Ethio Telecom y laAgencia de Telecomunicaciones de Etiopía(ETA) tienen el control exclusivo del acceso a Internet en todo el país. ETA no es un organismo regulador independiente, y su personal y políticas de telecomunicaciones están controladas por el gobierno nacional. Otorga a Ethio Telecom una licencia de monopolio como el único ISP de Etiopía y vendedor de nombres de dominio bajo el dominio de nivel superior del código de país, ".et". Los cibercafés y otros revendedores de servicios de Internet deben tener una Licencia de ETA y deben comprar su acceso a través de ETC. Los compradores individuales también deben solicitar conexiones a Internet a través de Ethio Telecom. En 2012, Etiopía aprobó una ley que prohíbe "eludir la infraestructura de telecomunicaciones establecida por el proveedor de servicios de telecomunicaciones", lo que impide la creación de cualquier proveedor de servicios de Internet alternativo.

## Censura

### FDRPE (2012–2018)
Durante el gobierno del Frente Democrático Revolucionario del Pueblo Etíope (EPRDF) en Etiopía, hubo un fuerte control de Internet. En octubre de 2012, laIniciativa OpenNetenumeró a Etiopía como involucrada en el filtrado generalizado de Internet en el área política, filtrado selectivo en las áreas de conflicto/seguridad y herramientas de Internet, y no hay evidencia de filtrado en el área social, y por la ONI en octubre de 2012. Se descubrió que el contenido bloqueado se bloqueó mediante el uso de paquetes TCP RST (restablecimiento) falsificados, un método que no es transparente para los usuarios.
En 2012, Etiopía siguió siendo un entorno muy restrictivo para expresar la disidencia política en línea. El Gobierno de Etiopía ha filtrado durante mucho tiempo contenido político crítico y de oposición. La amplia aplicación de la proclamación antiterrorista del país de 2009 ha servido de base para una serie de condenas recientes de blogueros y periodistas condenados por cargos de Terrorismo en base a sus escritos en línea y fuera de línea. En particular, en julio de 2012, el bloguero Eskinder Nega fue encarcelado con una sentencia de 18 años por intentar incitar a la violencia a través de las publicaciones de su blog. Este incidente fue el séptimo arresto de Nega por sus escritos críticos. Nega fue acusado de conspirar conGinbot 7, un grupo político de oposición calificado como organización terrorista por el gobierno etíope. También fueron condenados en ausencia Abebe Gellaw de la plataforma de noticias en línea Addis Voice, así como Mesfin Negash y Abiye Teklemariam, editores del sitio web de noticias Addis Neger Online. Varios otros periodistas y figuras políticas de la oposición también fueron condenados simultáneamente por delitos similares. En enero de 2012, Elias Kifle, editor de Ethiopian Review, fue condenado en rebeldía por las mismas leyes antiterroristas en abril de 2014, un equipo de periodistas y blogueros llamado Zone 9 fue arrestado por cargos similares de terrorismo en Adís Abeba. De manera similar, en julio de 2014, Zelalem Workagegnehu, colaborador del blog De Birhan de la diáspora, junto con sus dos amigos (Yonatan Wolde y Bahiru Degu), que solicitaron un curso de seguridad digital, fueron arrestados y luego acusados de la Ley Antiterrorista. Proclamación. Bahiru y Yonatan fueron absueltos por el tribunal el 15 de abril de 2016. Eskinder Nega fue liberado el 14 de febrero de 2018.
El gobierno también aprobó una ley que restringe el uso de aplicaciones de Voz sobre Protocolo de Internet (VoIP) como Skype. Si bien los representantes del gobierno describieron la ley como un medio para proteger a los proveedores de telecomunicaciones nacionales, algunos críticos describieron el nuevo proyecto de ley como un intento de criminalizar el uso de los servicios de VoIP para castigar la disidencia. Un informe de 2014 describe las "Reglas para operadores de cibercafés", que incluyen hacer que todas las pantallas de las computadoras sean visibles para el operador e informar cualquier contenido crítico con el gobierno, o visitar sitios web políticos sensibles. Otros informes describen los intentos del único Proveedor de servicios de Internet (ISP) de Etiopía, Ethio Telecom de restringir el uso de herramientas para anonimizar la navegación web y eludir el filtrado de Internet. En mayo de 2012, los desarrolladores del proyecto de software de anonimización de Internet Tor informaron que la Ethiopian Telecommunications Corporation (ETC)/Ethio Telecom había comenzado a usar la Inspección profunda de Paquetes (DPI) para bloquear el acceso al Servicio Tor.

### Administración de Abiy Ahmed (2018– )
El 22 de junio de 2018, el gobierno del Primer ministro Abiy Ahmed ordenó el desbloqueo de más de 200 sitios web como parte de reformas que también permitieron restaurar canales de televisión prohibidos y liberar a varios presos políticos. Al anunciar las reformas el jefe de gabinete de Abiy, Fitsum Arega, reafirmó la libertad de expresión como un "derecho fundamental".
En la mañana del 11 de junio de 2019, el grupo de vigilancia de InternetNetBlocksinformó de un cierre total de Internet en Etiopía tras el bloqueo de las aplicaciones de mensajeríaTelegramyWhatsApppor parte de Ethio Telecom el día anterior. Interpretada como una medida para evitar hacer trampa en los exámenes nacionales, la interrupción enfureció a los dueños de negocios y generó una pérdida estimada de 17 millones de $ para el PIB de Etiopía. La conectividad volvió brevemente en dos ocasiones durante cuatro días consecutivos de apagones nacionales que fueron seguidos por más interrupciones regionales. WhatsApp se desbloqueó el día 17, aunque el acceso a Internet no se restableció por completo hasta el día 18 y Telegram permaneció bloqueado sin explicación.
En junio de 2019, la conexión a Internet se ralentizó por un motivo desconocido. Ha sido restaurada días después. La conexión se volvió a cerrar por completo desde el asesinato del general Se'are Mekonnen, Ambachew Mekonnen, Ezez Wassie y Gizae Aberra el 22 de junio de 2019. Más tarde, volvió con conexión completa después de dos semanas el 2 de julio de 2019.
El 30 de junio de 2020, el acceso a Internet se cerró en gran medida en todo el país tras la muerte deHachalu Hundessaanterior el 29 de junio, Se retrasó durante la violencia. El 14 de julio la conexión Wi-Fi se restableció cuando los datos móviles se conservaron a partir del 23 de julio.
Temprano en la mañana del 4 de noviembre de 2020, durante el conflicto de Tigray, NetBlocks informó de un corte de Internet subnacional de alrededor del 15%, en consonancia con los informes de un bloqueo telefónico e Internet en la Región de Tigray.

## Vigilancia del Gobierno
El Gobierno Etíope está involucrado en una amplia vigilancia de los usuarios de Internet tanto dentro como fuera de Etiopía. En agosto de 2012, Etiopía se incluyó en una lista de 10 países que poseen la suite comercial de SpywareFinFisherpp. La agencia del gobierno etíope involucrada en la vigilancia y el bloqueo de contenido se llama Agencia de Seguridad de la Red de Información.
En diciembre de 2006, laAgencia de Telecomunicaciones de Etiopíacomenzó a exigir a los cibercafés que registraran los nombres y las direcciones de los clientes individuales, supuestamente como parte de un esfuerzo por rastrear a los usuarios que participaban en actividades ilegales en línea. Las listas deben ser entregadas a la Policía, y los dueños de cibercafés que no registren a los usuarios pueden enfrentar ir a Prisión.
Los blogueros creen que sus comunicaciones están siendo monitoreadas y que el estado se reserva el derecho de cerrar el acceso a Internet a los revendedores o clientes que no cumplan con las pautas de seguridad. El gobierno ha cerrado varios cibercafés en el pasado por ofrecer servicios VoIP y por otras violaciones de políticas.
Un estudio de 2014 realizado porHuman Rights Watchencontró una amplia vigilancia de Internet y otros sistemas de telecomunicaciones en el país. Las agencias etíopes de seguridad e inteligencia pueden usar las capacidades de vigilancia de Internet para acceder a archivos y actividades en la computadora de un objetivo, registrar pulsaciones de teclas y contraseñas, y activar de forma remota la Cámara web y el Micrófono del dispositivo. La tecnología de vigilancia fue proporcionada por empresas extranjeras, en particular la compañía china ZTE, así como FinFisher y Hacking Team.

## Velocidad del Internet
A partir de enero de 2019, en Adís Abeba hay opciones de conexión 2G/3G y 4G (Ethiopian Telecommunication). A pesar de la disponibilidad de Sim 4G y la velocidad de conexión para una conexión móvil apenas alcanza los 3 Mb/s de velocidad de descarga y 1 Mb/s para carga (promedio de 1,5 Mbt/s de descarga, 0,3 Mbt/s de carga). La disponibilidad sufre un poco: el 18 de enero de 2019 hubo un apagón diurno de Internet (un operador de Ethio Telecom afirmó que ha sido por razones de seguridad nacional).